# 非攻
非攻（ひこう）とは、春秋戦国時代の中国において、諸子百家のひとり墨子による非戦論、平和主義の主張である。兼愛交利、勤倹節約説より導き出された墨家の基本思想（墨家十論）のひとつ。

## 非攻説の提唱
墨子は、当時の戦争による社会の荒廃や殺戮による世の悲惨を批判し、政治の目的は人びとの幸福にあるが、戦争は略奪・盗賊的行為であり、人びとに何の利益も幸福ももたらさない。他国を奪取して利益を得たとしても、蓄積された財貨を破壊する行為であることには変わらず、多くの人命も失われると説き、戦争では失うものの方がはるかに多いとして、他国への侵攻を否定する主張を展開した。『墨子』は墨子による直著とみられており、そこでは「人一人を殺せば不義（正義に反する）といい、死刑になる。この説に従うなら、十人を殺せば十の不義で死刑十回分に相当し、百人を殺せば百の不義で死刑百回分に相当する。このことは天下の権力者は皆知っていてその非を鳴らし、不義としている。ところが、（戦争で）大いに不義を働いて他国を攻めると、それを非とすることを知らず、正義と誉める。それが正義に反することを知らないのだ」と訴えている。

## 不落の守城術
しかし、墨子は自衛のための戦争まで否定しているわけではない。そのため墨家は土木や冶金などの面で技術の開発と活用に力を入れ、人間観察も重視して「不落」とよばれるほどの守城術を編み出した。他国に侵攻され、助けを求める城があれば自ら助けにおもむいて防衛に参加し、撃退にも成功している。